# Mykháylo Karlovych Skybytskyi
Mykhailo Karlovych Skybytskyi (Miguel Rola Skibicki) (en ucraniano: Михайло Карлович Скибицький; en polaco: Michał Rola Skibicki ) (1793, Korchivka, distrito de Starokostyantyniv, Volyn, Imperio ruso — 1847, Letychiv, prisión de Starokostiantyniv, Imperio ruso) fue un ingeniero militar Polaco, participante en la Guerra de Independencia de las Colonias Españolas en América que luchaba en las tropas de Simón Bolívar, biógrafo del presidente de Venezuela José Antonio Páez. Héroe nacional de Perú, Colombia y Venezuela.

## Biografía
Nació en el pueblo de Korchivka, distrito de Starokostyantyniv, provincia de Volyn en una familia noble del escudo de armas Rola de la élite ucraniana. Recibió de su padre la hacienda de Vesely Kut, distrito de Tarascha, región de Kyiv. Skybytskyi obtuvo con éxito una educación en ingeniería en el Instituto del Cuerpo de Ingenieros de Comunicaciones de San Petersburgo  y comenzó su servicio en San Petersburgo con el rango de ingeniero militar de 3a clase (equivalente al rango militar de teniente del ejército imperial ruso ).

### Emigración
Además del ucraniano que se habla en Volyn y el ruso que era obligatorio en el Imperio ruso, también hablaba francés (obligatorio a estudiar entre los nobles del Imperio ruso) y polaco; aprendió español en la emigración en Sudamérica.
Skybytskyi, de 30 años, amante de la libertad, llegó a Venezuela a través de Suecia e Inglaterra, se unió como voluntario al ejército de Simón Bolívar y recibió el grado de teniente. En la batalla decisiva por la independencia contra los colonizadores españoles— la batalla en la meseta de Ayacucho en Perú el 9 de diciembre de 1824 los soldados de Skybytskyi lograron un gran avance y la victoria. Fue herido en esta batalla. Por coraje y heroísmo, recibió la máxima distinción militar, el Orden del Libertador, el 6 de agosto de 1826 personalmente de manos de Bolívar. Posteriormente, pasó a ser oficial del estado mayor de Simón Bolívar. Le escribió a Bolívar:

"Inspirado por la gloria del Libertador del Nuevo Mundo, abandoné mi patria. He cruzado literalmente el globo para tener el honor de servir con Usted, fascinado por la coincidencia de que en otro tiempo mi compatriota el general Tadeusz Kosciuszko sirviera como ayudante de George Washington. He puesto mis mayores esperanzas en la posibilidad de tener algún día el mismo honor de servir a sus órdenes".

Fue asignado para llevar a cabo negociaciones con los generales rebeldes, mejoró las actividades de los servicios del Estado Mayor del Ejército Libertador. Su rápido ascenso en las filas fue así:
- 13 de octubre de 1826 — capitán del ejército colombiano
- 12 de mayo de 1827 — primer comandante
- 1 de diciembre de 1827 — ayudante del Estado Mayor
- 29 de abril de 1829 — mayor de infantería
- 1830 — ingeniero - teniente coronel de la República Federal de la Gran Colombia.

Se convirtió en uno de los organizadores del ejército rebelde. Los acontecimientos de ese período influyeron en el surgimiento de los modernos Venezuela, Perú, Colombia, Ecuador, Panamá.
Fue responsable de la formación de divisiones de ingeniería y la construcción de fortificaciones, desarrolló el proyecto original del canal interoceánico. Por primera vez en la historia, fue él quien dio los cálculos de ingeniería del Canal de Panamá  (solo medio siglo después, la idea del ucraniano comenzó a ponerse en práctica). Finalmente en 1914 se completó la construcción del Canal de Panamá.
En 1830 tras la muerte de Bolívar, el voluntario ucraniano se incorporó al círculo cercano del primer Presidente de Venezuela, José Antonio Páez; se convirtió en su ayudante y asesor, ayudó a escribir las memorias del Presidente. Empezó a trabajar como ingeniero en la Dirección General de Armada, Ese mismo año, en el puerto venezolano de Maracaibo, Mykhailo Skybytskyi construyó la villa "Ucrania"  que todavía funciona como hotel "Ucrania".
29 de agosto de 1831 el teniente coronel de las tropas de ingeniería, Skybytskyi, se retiró por orden del departamento naval del Gobierno de la República de Venezuela.
En 1831 se fue a París para imprimir las memorias del Presidente de Venezuela y no logró hacerlo. Pasó varios años en Francia, cumpliendo el mandato del Presidente de Venezuela. En París conoció a muchos ucranianos y emigrantes revolucionarios polacos relacionados con los acontecimientos del levantamiento antirruso de 1830-1831. La biografía de Skybytskyi impresionó tanto al poeta polaco Juliusz Słowacki que dedicó su obra a este luchador por la libertad.

### Detención
Queriendo aprender algo sobre su familia, Mykhailo organizó una reunión con su hermana en Galicia en 1833. En 1835 llegó a Lviv, donde fue detenido por la policía austriaca y entregado a las autoridades rusas. El jefe de la gendarmería Benkendorf mandó una nota sobre el rebelde ucraniano al zar de Rusia. Nicolás I impuse la resolución:Михайла Скибицького допитати, чи дійсно він служив у колумбійських республіканських військах, і вислати його до В'ятки.

"Interrogar a Mykhailo Skybytskyi si realmente sirvió en las tropas republicanas colombianas y deportarlo a Vyatka".

Después de lo cual O. Kh. Benkendorf envió una carta del 21 de enero de 1836 al gobernador militar de Kyiv:

"La Alteza de Su Majestad ordenó interrogar al terrateniente Mykhailo Skybytskyi, que había regresado del extranjero a la provincia de Kyiv, para ver si realmente había servido en las tropas republicanas colombianas y, en ese caso, deportarlo a Vyatka".

Por lo tanto, al regresar a Ucrania, el héroe nacional fue deportado a Vyatka por el gobernador de Kyiv, Volyn y Podillya. En el lugar de deportación M. Skybytskyi estuvo bajo la supervisión de la policía rusa durante 10 años, cayó gravemente enfermo y, después de una larga correspondencia con las autoridades, se le permitió cumplir su condena en su propia hacienda. Regresó a Vesely Kut bajo la "vigilancia" de las autoridades rusas. Pero el luchador por la libertad no se rindió: obtuvo un pasaporte falso y huyó, pero pronto fue arrestado en Letychiv y arrojado a la prisión de Starokostyantyniv. Allí, tras las rejas, a la edad de 54 años, falleció M. Skybytskyi, un ucraniano, un héroe del que cualquier nación puede estar orgullosa.

## Homenaje al héroe
- El 6 de julio de 2016 se erigió el primer monumento en honor a Miguel Rola Skybytskyi en la avenida El Maestro Peruano — una de las avenidas centrales del distrito de Comas en Lima;[3][5][6][7]
- El 23 de octubre de 2020 un segundo monumento fue erigido en honor a Miguel Rola Skiyytskyi en la entrada al territorio del Colegio Militar Emilio Soyer Cabero.[8]